# Переливання крові

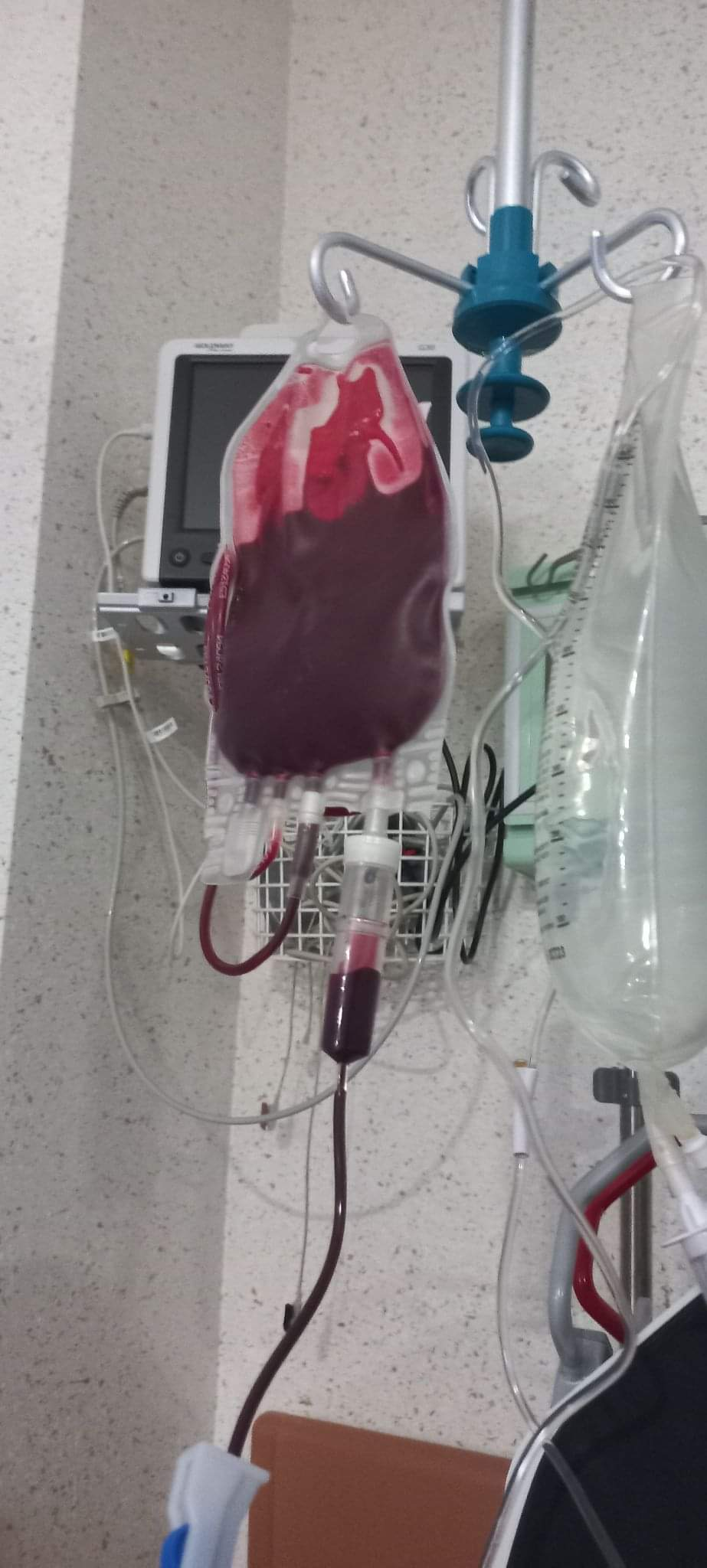
Контейнер з донорською кров'ю під'єднаний до інфузійної системи, готовий до переливання крові

Переливання крові (або гемотрансфузія від дав.-гр. αἷμα — кров та від лат. transfusio — переливання) — лікувальний метод, пов'язаний з введенням в кров'яне русло хворого (реципієнта) цільної крові чи її компонентів, взятих від іншої людини (донора), або від самого реципієнта (аутогемотрансфузія), а також крові, що вилилася в порожнини тіла при травмах і операціях (реінфузія). Переливання крові та її компонентів (гемотрансфузії) застосовують для заміщення гострих крововтрат, а також для поповнення тих складників крові, яких бракує у хворому організмі і нестачу яких не можна компенсувати іншими способами лікування.
З позиції сучасних знань переливання крові треба трактувати як операцію трансплантації периферичної крові, при якій проявляються всі закономірності трансплантаційного імунітету
У дорослої людини, як донора, без шкоди для її здоров'я можна взяти до 450—470 мл крові за один раз. Кров донорів консервують як цільну кров або перероблюють на компоненти та препарати крові (еритроцитарну масу, плазму, тромбоцити, лейктоцити, кріопреципітат та ін.) та зберігають певний, чітко визначений термін.

## Історія

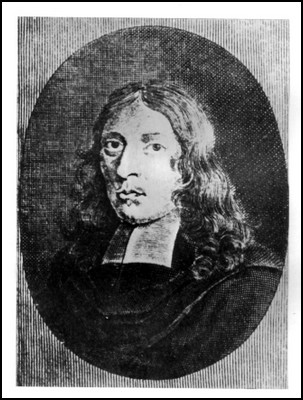
У 1665 році в Королівському товаристві Річард Лоуер започаткував перше переливання крові від тварини людині

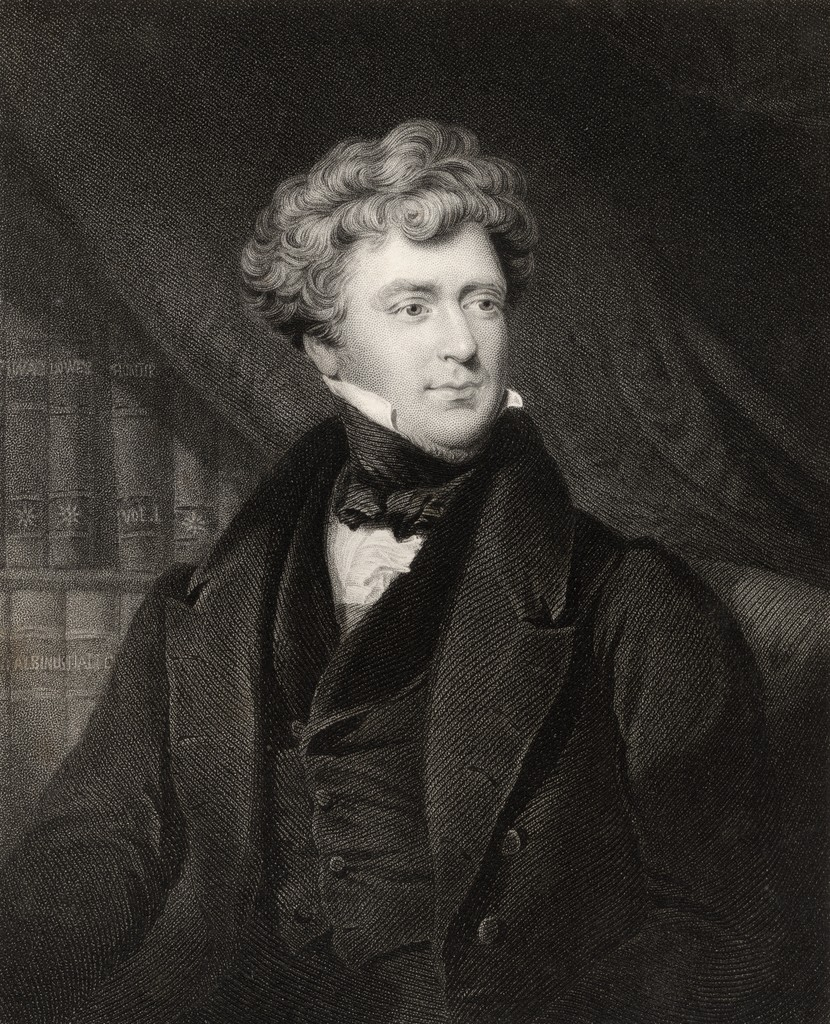
Джеймс Бланделл успішно перелив людську кров у 1818 році.

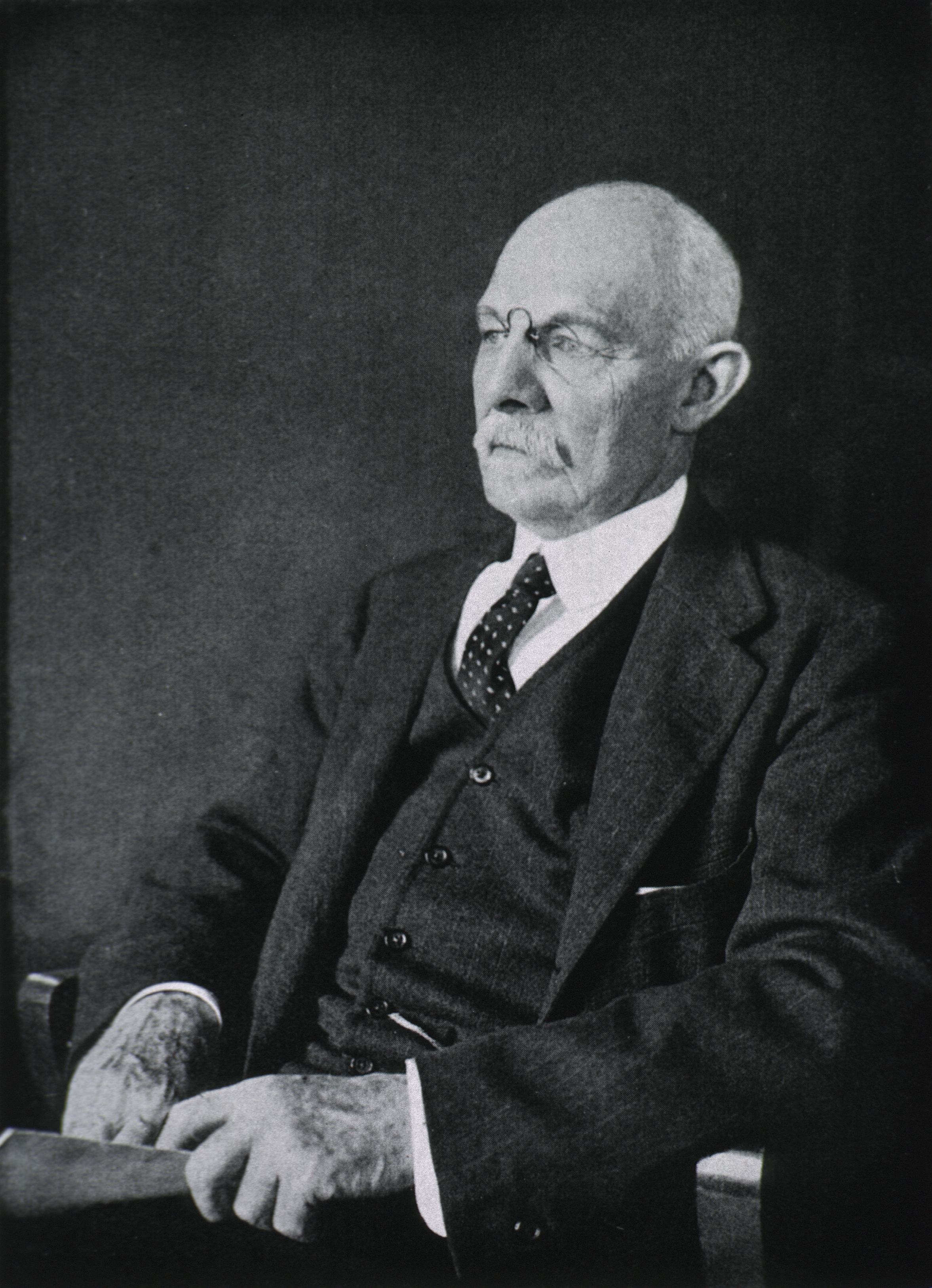
Вільям Стюарт Халстед, доктор медичних наук (1852—1922) виконав одне з перших переливань крові в Сполучених Штатах.

### Давні часи
У працях Гіппократа зустрічається згадка про застосування крові здорових людей для лікування хворих.

### Середні віки
У середні віки й на зорі епохи Відродження переливання крові до судини людини не застосовували. На підставі уявлень про рух крові в організмі, що існували до відкриття Вільяма Гарвея, переливання крові не могло отримати правильного теоретичного обґрунтування та раціонального практичного застосування, хоча про можливість внутрішньосудинного вливання крові людині висловлювалися лікарі Італії та Франції. Відкриття кровообігу Вільямом Гарвеєм започаткувало науковий підхід до проблеми переливання крові. Експериментальні роботи з переливання крові в 17 ст. проводились англ. натуралістами Поттером (К. Potter, 1638), Кларком (J. Clarke, 1657), Коксом (P. Koks, 1665), Лоуером (R. Lower, 1666), французькими — Бюрдело (A. Burdelo, 1667), Габе (R. Gabet, 1667), Денисом (J.-В. Denis, 1667), італійськими — Кассіні (G. Cassini, 1668), Маньяні (I. Manjani, 1668), німецькими — Майором (J. D. Major, 1667), Етмюллер (М. Etmuller, 1682), Кауфман (В. Kaufman, 1683), Пурманном (М. Purmann, 1684).
Деякі джерела вказують, що Папа Інокентій VIII отримав «перше у світі переливання крові» від свого італійсько-єврейського лікаря Джакомо ді Сан Дженезіо, який наказав йому випити (через рот) кров трьох 10-річних хлопчиків. В результаті хлопчики загинули, як і сам Папа. Однак докази цієї історії є ненадійними та вважаються можливим антиєврейським кровним наклепом.

#### Переливання крові тварин
Британський лікар Річард Лоуер в 1665 році здійснив перше вдале переливання крові між тваринами (від собаки до собаки).
У 1667 р. французькі дослідники Жан-Батист Дені та Еммерец (Emmerez) вперше успішно перелили кров тварини (ягняти) людині. Однак четверта трансфузія черговому хворому закінчилася через 2 місяці його смертю. Гемотрансфузії людині було припинено майже ціле століття. Ці перші експерименти з кров'ю тварин викликали бурхливу полеміку в Британії та Франції. Зрештою, у 1668 році Королівське товариство та французький уряд заборонили процедуру. У 1670 році Ватикан засудив ці експерименти.

#### Перші переливання людської крові
Спроби зробити переливання крові відновилися наприкінці 18 століття. Невдачі переливання гетерогенної крові спричинили думку про можливість переливання лише людської крові. 1819 р. англійський фізіолог та акушер Бланделл (J. Blundell) виробив перше переливання крові від людини людині і запропонував спеціальний апарат для гемотрансфузій.
У медичній літературі Російської імперії перші пропозиції переливати кров хворим з'явилися у працях професора Кронштадтського лікарського училища Матвія Пекена (1787) та професора медико-хірургічної академії в Петербурзі С. Ф. Хотовицького (1830). У 1832 р. Г. Вольф перелив кров жінці, яка помирала після пологів від маткової кровотечі, що призвело до повного одужання хворої. Й. В. Буяльський (1846) наполягав на застосуванні переливання крові при лікуванні поранених. У 1847 р. прозектор Московського університету І. М. Соколов вперше перелив сироватку крові людини хворій на холеру.
У Російській імперії, першою фундаментальною працею з переливання крові з'явилася книга А. М. Філомафітського «Трактат о переливании крови как единственном средстве во многих случаях спасти угасающую жизнь, составленный в историческом, физиологическом и хирургическом отношениях…» (1848). У 60-80-х роках. 19 ст. в Російський імперії були зроблені три важливі відкриття в області переливання крові: С. П. Коломпін ввів метод внутрішньоартеріального переливання, В. В. Сутугін — метод консервування і В. Раутенберг — метод хімічної стабілізації крові. Н. І. Пирогов підкреслював користь переливання крові при деякиї пораненнях у польовій обстановці.
Наприкінці 19 ст. Шмідт (A. Schmidt) проводив досліди з вивчення механізму зсідання крові, а Пауль Ерліх, І. І. Мечников, Е. С. Лондон, Тарасевич спостерігали гемоліз еритроцитів при змішуванні їх із сироваткою крові різних тварин.
Наприкінці 19-го сторіччя з'явилися різні окремі повідомлення про успішні переливання. Найбільша серія ранніх успішних переливань відбулася в Единбурзькій королівській лікарні між 1885 і 1892 роками. Единбург пізніше став «домом» для перших служб донорства крові та переливання крові.
У 1900 р. К. Ландштейнер відкрив три групи крові. У 1907 р. Я. Янський і 1910 р. Мосс (W. L. Moss) виділили четверту групу крові. Техніка визначення групи крові доктора Вільяма Лоренцо Мосса (1876—1957) з 1910 року широко використовувалася до Другої світової війни.
Ян Янський в 1907 році він класифікував кров на чотири групи: I, II, III, IV. Його номенклатура все ще використовується в державах колишнього СРСР, у яких групи крові O, A, B та AB відповідно позначаються I, II, III та IV.
Американському хірургу Джорджу Вашингтону Крайлу приписують виконання першої операції з використанням прямого переливання крові в 1906 році в лікарні Св. Алексіса в Клівленді, будучи професором хірургії в Case Western Reserve University, зробив 61 переливання сумісної крові.
Вільям Стюарт Халстед, доктор медичних наук (1852—1922), американський хірург, виконав одне з перших переливань крові в Сполучених Штатах. Його викликали до сестри після пологів. Він знайшов її мертвою від втрати крові, і сміливим кроком забрав свою кров, перелив свою кров своїй сестрі, а потім прооперував її, щоб врятувати їй життя.
Великою подією початку 20 ст. слід вважати пропозицію В. А. Юревича и Н. К. Розенгарта (1910), Юстена (A. Hustin, 1914), Левісона (R. Lewisohn, 1915), Аготе (L. Agote, 1915) використовувати цитрат натрію для попередження згортання (зсідання) крові при переливанні; так званий цитратний метод переливання крові отримав загальне визнання.
27 березня 1914 року бельгійський лікар Альберт Хустін здійснив перше непряме переливання, розбавленого розчина крові. Аргентинський лікар Луїс Аготе використав набагато менш розведений розчин у листопаді того ж року. Обидва використовували цитрат натрію як антикоагулянт.

### Перша світова війна

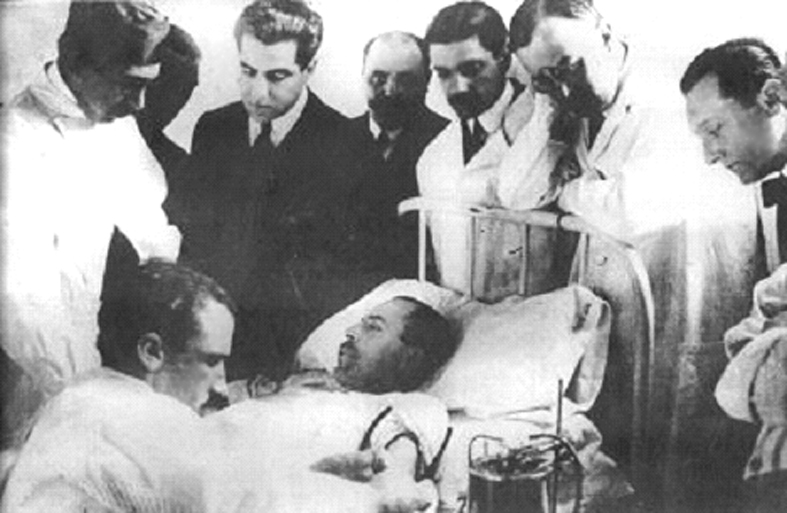
Доктор Луїс Аготе(2-й праворуч) керує одним із перших безпечних і ефективних переливань крові в 1914 році

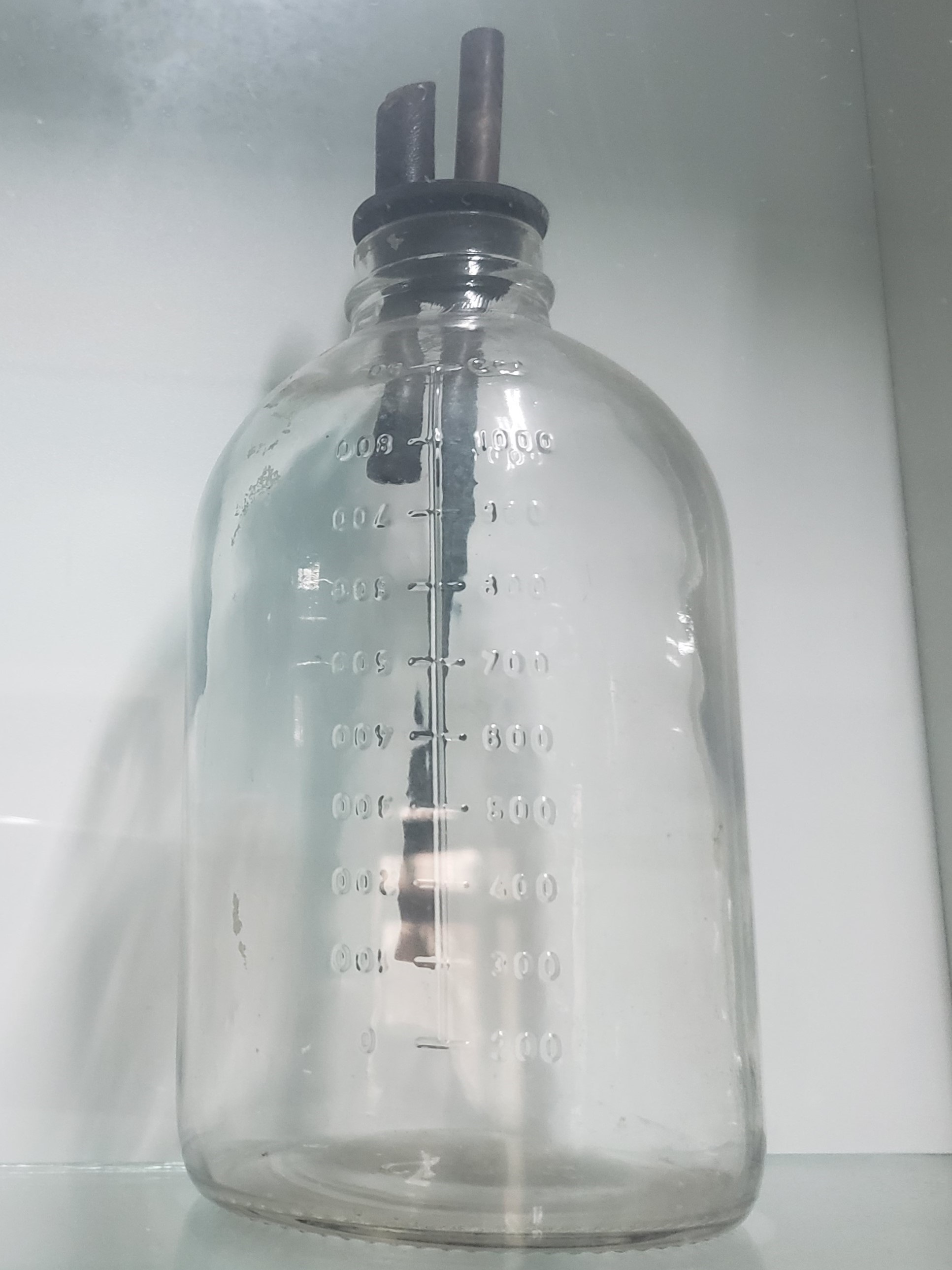
Скляні резервуари використовувались при переливання крові

У роки першої світової війни була підтверджена цінність переливання крові для порятунку життя тяжко пораненим у бойовій обстановці. Після війни у збройних силах деяких держав розгорнулася робота зі створення спеціальної служби переливання крові.
Перша світова війна (1914—1918) стала каталізатором швидкого розвитку банків крові та техніки переливання крові. Френсіс Пейтон Раус і Джозеф Р. Тернер з Університету Рокфеллера (тоді Інститут медичних досліджень Рокфеллера) зробили перші важливі відкриття про те, що визначення групи крові необхідне, щоб уникнути злипання (згортання) крові, а зразки крові можна зберегти за допомогою хімічної обробки. Їх перший звіт у березні 1915 року показав, що желатин, агар, екстракти сироватки крові, крохмаль і яловичий альбумін виявилися марними консервантами.
Однак, спираючись на той самий експеримент, вони виявили, що суміш цитрату натрію та розчину глюкози (декстрози) є ідеальним консервантом; як вони повідомили в лютневому номері Journal of Experimental Medicine, консервована кров була такою ж, як свіжа кров, і що вона «чудово функціонує при повторному введенні в організм».  Кров могла зберігатися до чотирьох тижнів. Супутній експеримент із використанням суміші цитрату та сахарози також був успішним, завдяки чому вдалося зберегти клітини крові протягом двох тижнів.  Це використання цитрату та цукрів, іноді відоме як розчин Рауса-Тернера, стало основою для розвитку банків крові та вдосконалення методу переливання.
Канадський лікар і лейтенант Лоуренс Брюс Робертсон зіграв важливу роль у тому, щоб переконати Королівський армійський медичний корпус прийняти використання переливання крові на станціях сортування поранених. У жовтні 1915 року Робертсон зробив своє перше під час війни переливання крові за допомогою шприца пацієнту, який мав численні осколкові поранення. Він продовжив це чотирма наступними переливаннями протягом наступних місяців, і про його успіх повідомили серу Волтеру Морлі Флетчеру, директору Комітету медичних досліджень.
Освальд Хоуп Робертсон, медичний дослідник і офіцер армії США, був прикріплений до Королівський армійського медичного корпусу 1917 році, де він відіграв важливу роль у створенні перших банків крові під час підготовки до очікуваної Третьої битви за Іпр. Він використовував цитрат натрію як антикоагулянт; кров брали з проколів у венах і зберігали в пляшках на британських і американських станціях сортування постраждалих уздовж фронту. Робертсон також експериментував зі збереженням відокремлених еритроцитів у крижаних пляшках.

### Період після першої світової війни

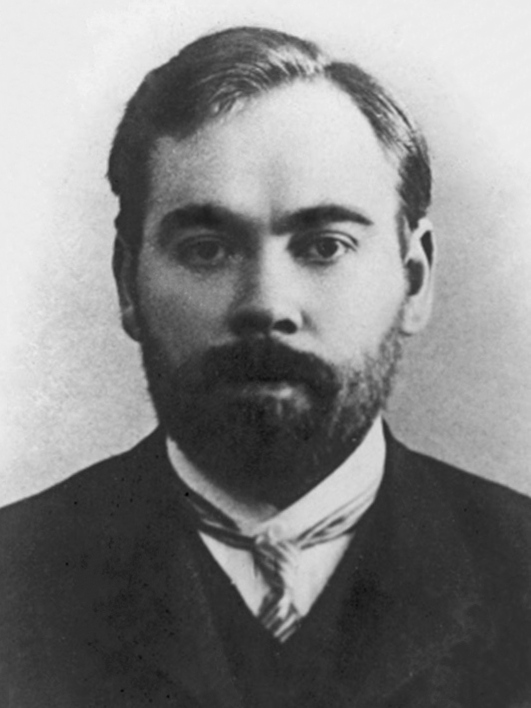
У 1925 році в Москві Олександр Богданов заснував науковий інститут для дослідження наслідків переливання крові

У 1919 р. в СРСР В. Н. Шамов, Н. Н. Єланський, І. Р. Петров отримали перші стандартні сироватки для визначення групи крові. У СРСР В. Н. Шамов вперше зробив переливання крові з урахуванням групових факторів. Досвід переливанні крові був узагальнений у монографії H. Н. Єланського «Переливання крові» (1926). В. Н. Шамов (1929) та С. С. Юдін (1930) розробили методи переливання посмертної крові.
Секретар Британського Червоного Хреста Персі Лейн Олівер створив першу в світі службу донорства крові в 1921 році. Того року з Олівером зв'язалися з лікарні Королівського коледжу, де їм терміново потрібен був донор. Після надання донора Олівер взявся за організацію системи добровільної реєстрації донорів крові в клініках по всьому Лондону, із сером Джеффрі Кейнсом, призначеним медичним радником. Добровольці були піддані серії досліджень, щоб визначити їх групу крові. Лондонська служба переливання крові була безкоштовною і швидко розширювалася в перші кілька років роботи. До 1925 року вона надавав послуги майже 500 пацієнтам; вона була включена до структури Британського Червоного Хреста в 1926 році. Подібні системи розвивалися в інших містах, включаючи Шеффілд, Манчестер і Норвіч, і робота служби почала привертати увагу міжнародної спільноти. Франція, Німеччина, Австрія, Бельгія, Австралія та Японія створили подібні служби.
У 1926 р. у Москві був створений перший у світі Інститут переливання крові (далі — Центральний науково-дослідний орден Леніна та орден Трудового Червоного Прапора інститут гематології та переливання крові, нині — ФГБУ «НМИЦ гематологии» Минздрава России м. Москва). Слідом за цим відкрилися інститути переливання крові в Харкові, Ленінграді, Тбілісі, Єревані, Баку, Ташкенті, Мінську. В багатьох містах СРСР з'явилися станції переливання крові. Розробкою проблем переливання займалися О. О. Богданов, А. А. Багдасаров, О. О. Богомолець, А. Н. Філатов, Е. Р. Гессе, С. І. Спасокукоцький, М. П. Кончаловський, Р. М. Мухадзе. У СРСР створюється система служби крові, що включає станції переливання крові та спеціалізовані кабінети.
Олександр Богданов в своїй роботі був мотивований пошуком вічної молодості, хоча б частково і із задоволенням відзначав покращення свого зору, призупинення облисіння та інші позитивні симптоми після 11 переливань цільної крові. Богданов помер у 1928 році в результаті одного зі своїх дослідів, коли йому переливали кров студента, хворого на малярію і туберкульоз.
Наслідуючи приклад Богданова, Володимир Шамов і Сергій Юдін в СРСР піонерами переливали трупну кров від нещодавно померлих донорів. Юдін вперше успішно виконав таке переливання 23 березня 1930 р. і доповів про свої перші сім клінічних переливань трупної крові на IV з'їзді українських хірургів у Харкові у вересні. Однак цей метод не отримав широкого застосування, навіть у Радянському Союзі.
Інститут гематології та трансфузіології НАМН України є однією з найстаріших науково-дослідних медичних установ України. Відлік своєї історії він почав із 1935 року, коли, за розпорядженням Наркомздоров'я УРСР № В021, у будинку колишньої Зайцевської лікарні була відкрита Київська філія Українського НДІ невідкладної хірургії та переливання крові. У березні 1936 року Рада народних комісарів УРСР своєю постановою реорганізувала філію в самостійний інститут — Київський НДІ переливання крові та невідкладної хірургії. Під цією назвою Інститут функціонував до січня 1965 року й був перейменований на Київський НДІ гематології та переливання крові МОЗ України. Інститут став фундатором Української наукової школи гематологів та трансфузіологів.
Український лікар та вчений О. О. Богомолець, вніс значний доробок в розвиток вітчизняної трансфузіології та створення методу консервування крові, який використовувався під час Другої світової війни
Фредерік Дуран-Жорда створив один із перших банків крові під час громадянської війни в Іспанії в 1936 році. Дюран приєднався до служби переливання крові в лікарні Барселони на початку конфлікту, але незабаром лікарня була переповнена, виникла нестача крові та відсутність доступних донорів. За підтримки Департаменту охорони здоров'я іспанської республіканської армії Дюран створив банк крові для використання пораненими солдатами та цивільними особами. 300—400 мл екстрагованої крові змішували з 10 % розчином цитрату в модифікованій колбі Дюрана-Ерленмейера. Кров зберігали в стерильному стакані під тиском при 2 °C. За 30 місяців роботи Служба переливання крові Барселони зареєструвала майже 30 тис. донорів, переробила 9 тис. літрів крові.
У 1937 році Бернард Фантус, директор терапевтичного відділу лікарні округу Кук у Чикаго, створив перший у Сполучених Штатах лікарняний банк крові. Створюючи лікарняну лабораторію, яка консервувала, охолоджувала та зберігала донорську кров, Фантус ввів термін «банк крові». За кілька років у Сполучених Штатах були створені лікарні та громадські банки крові. До середини Другої світової війни новостворені банки крові США відмовлялися від афроамериканських донорів. Під час війни темношкірим людям дозволялося здавати кров, але донорська кров була позначена як придатна лише для переливання іншій людині тієї ж раси.
Фредерік Дюран-Жорда втік до Британії в 1938 році та працював з доктором Джанет Воган у Королівській післядипломній медичній школі в лікарні Гаммерсміт, щоб створити систему національних банків крові в Лондоні. Зі спалахом війни в 1938 році військове відомство створило армійський склад крові (ABSD) у Брістолі, який очолив Лайонел Вітбі та контролював чотири великі склади крові по всій країні. Британська політика під час війни полягала в забезпеченні військовослужбовців кров'ю з централізованих складів, на відміну від підходу американців і німців, коли війська на фронті ставали донорами, щоб забезпечити необхідну кров. Британський метод виявився більш успішним у відповідності всім вимогам, і протягом війни понад 700 000 донорів здали кров. Ця система перетворилася на Національну службу переливання крові, засновану в 1946 році, першу національну службу, яка була запроваджена.

### Друга світова війна

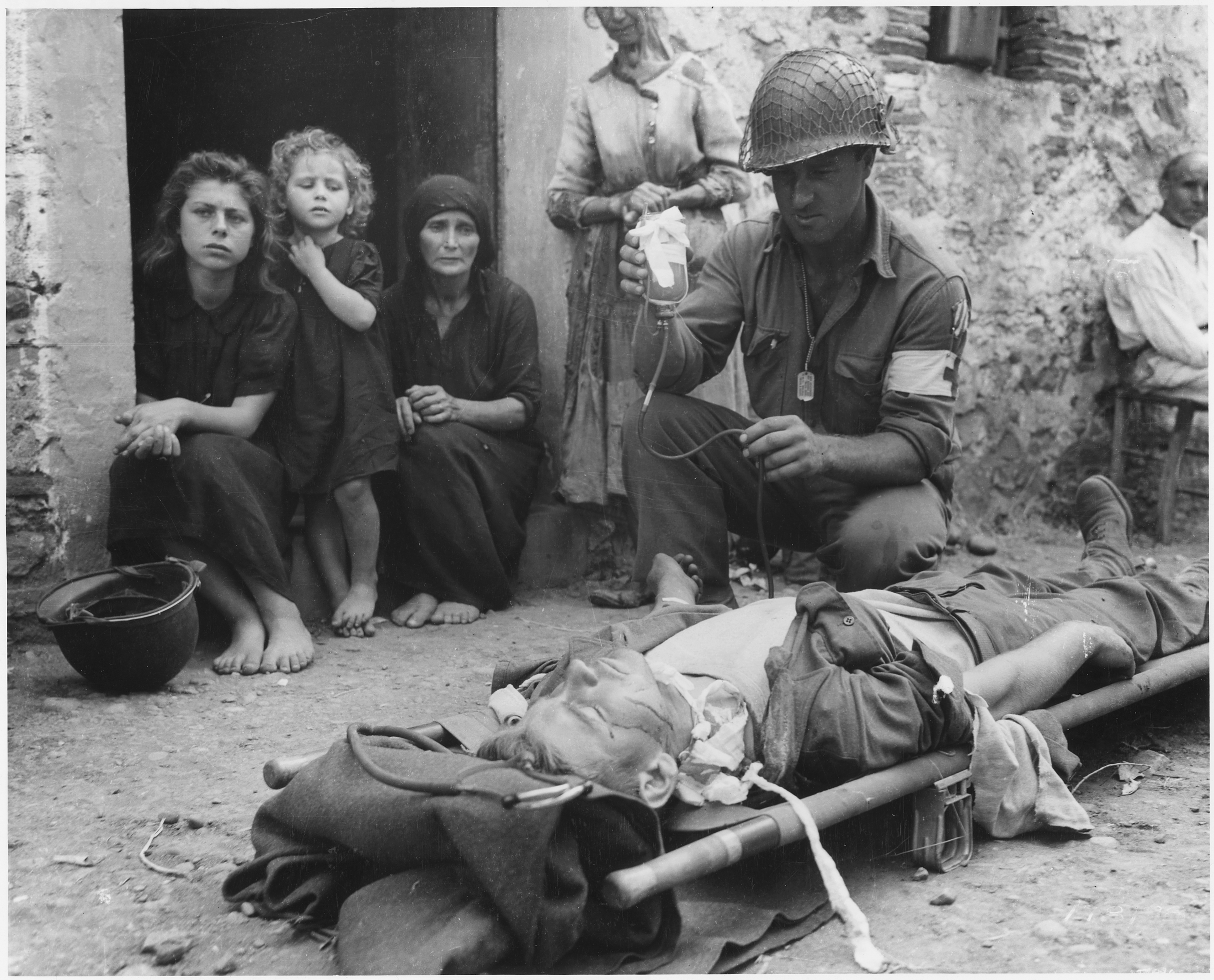
Пораненому солдату вводять плазму крові на Сицилії, 1943 рік

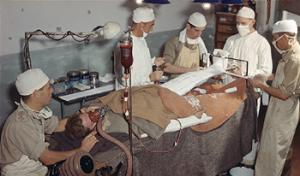
Переливання крові під час хірургічної операції британськими військами в період Другої світової війни 1944 рік

Існують спогади, як нацисти у Східній Європі під час Другої світової війни використовували полонених дітей як неодноразових мимовільних донорів крові.
Гордон Р. Уорд, у кореспонденції British Medical Journal, запропонував використовувати плазму крові як заміну цільної крові та для переливання крові ще в 1918 році. На початку Другої світової війни рідка плазма використовувалася в Великобританія. Великий проект, відомий як «Кров для Британії», розпочався в серпні 1940 року зі збору крові в лікарнях Нью-Йорка для експорту плазми до Британії. Ліофілізована плазмова упаковка була розроблена Генеральними хірургами армії та флоту, працюючи з Національною дослідницькою радою, що зменшило кількість пошкоджень упаковок і значно спростило транспортування, пакування та зберігання. Отримана упаковка висушеної плазми була у двох жерстяних банках, що містили пляшки по 400 мл. Одна пляшка містила достатньо дистильованої води, щоб відновити висушену плазму, що міститься в іншій пляшці. Приблизно через три хвилини плазма буде готова до використання та може залишатися свіжою приблизно чотири години.
Ще один важливий прорив стався в 1937—1940 роках, коли Карл Ландштайнер (1868—1943), Алекс Вінер, Філіп Левін і Р. Е. Стетсон відкрили систему груп крові резус, яка, як було встановлено, є причиною більшості реакцій на переливання крові до того часу. Через три роки JF Loutit і Patrick L. Mollison представили кислотно-цитратно-декстрозний (ACD) розчин, який зменшив об'єм антикоагулянту, дозволив переливання більших об'ємів крові та довше зберігати.

### Після другої світової війни
У другій половині 20 ст. розробляються способи консервування крові при негативних температурах, впроваджуються у практику препарати спрямованої дії, отримані методом фракціонування крові та плазми.
У 1950 році Карл Уолтер і В. П. Мерфі-молодший представили пластиковий пакет для забору крові. Заміна скляних пляшок, що б'ються, міцними пластиковими пакетами з ПВХ дозволила розвинути систему збору крові, здатну безпечно та легко готувати кілька компонентів крові з одного блоку. цільної крові.
У галузі онкологічної хірургії серйозною проблемою стало заміщення масивної крововтрати. Частота зупинок серця була високою. У 1963 році С. Пол Боян і Вільям С. Хауленд виявили, що температура крові та швидкість інфузії значною мірою впливають на рівень виживання, і запровадили підігрів крові в хірургії.
Термін придатності збереженої крові до 42 днів подовжив антикоагулянтний консервант CPDA-1, представлений у 1979 році, який збільшив терміні постачання крові та полегшив розподіл ресурсів між банками крові.

## Види

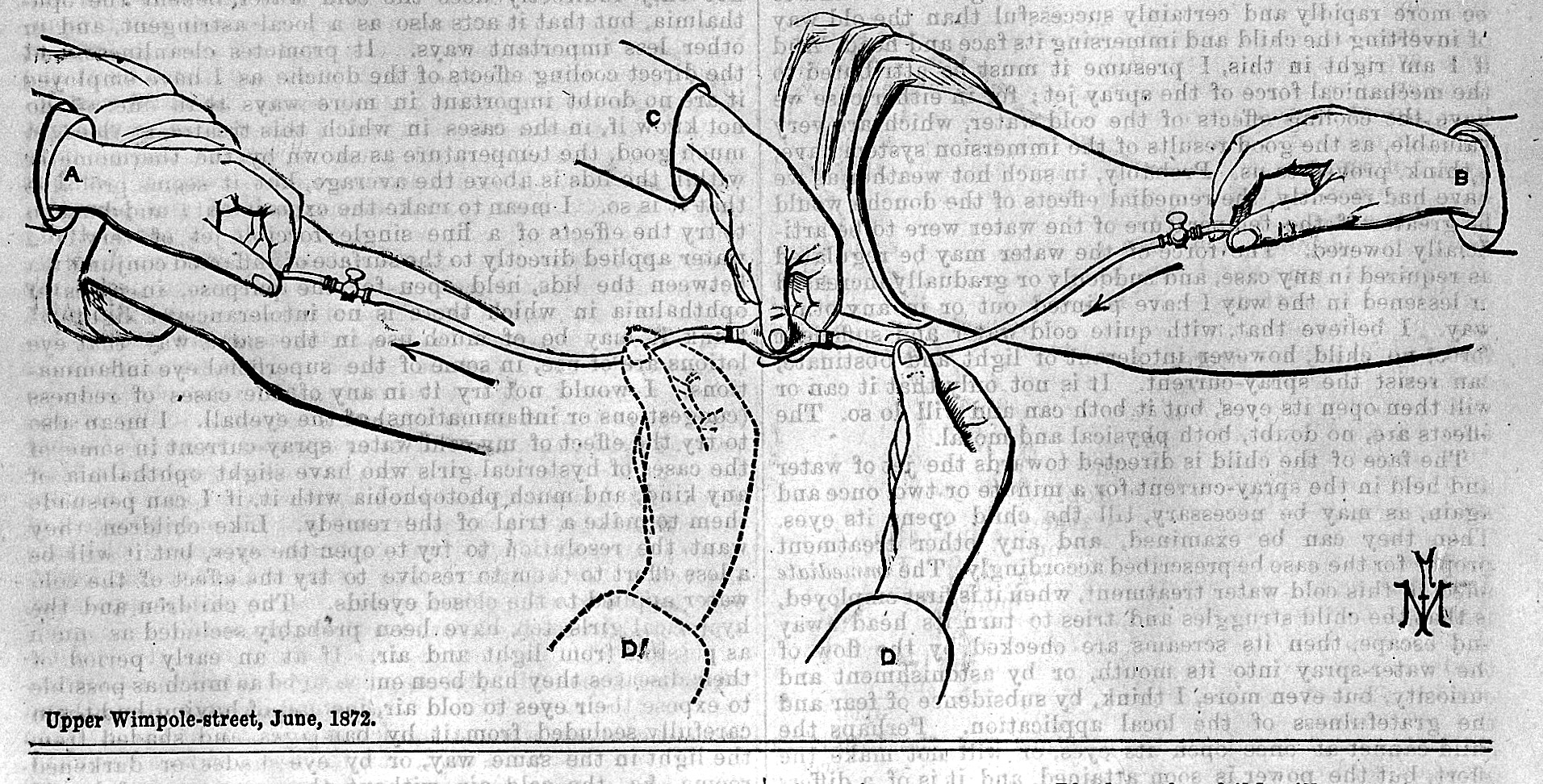
Апарат прямого переливання крові (James Aveling, 1872)

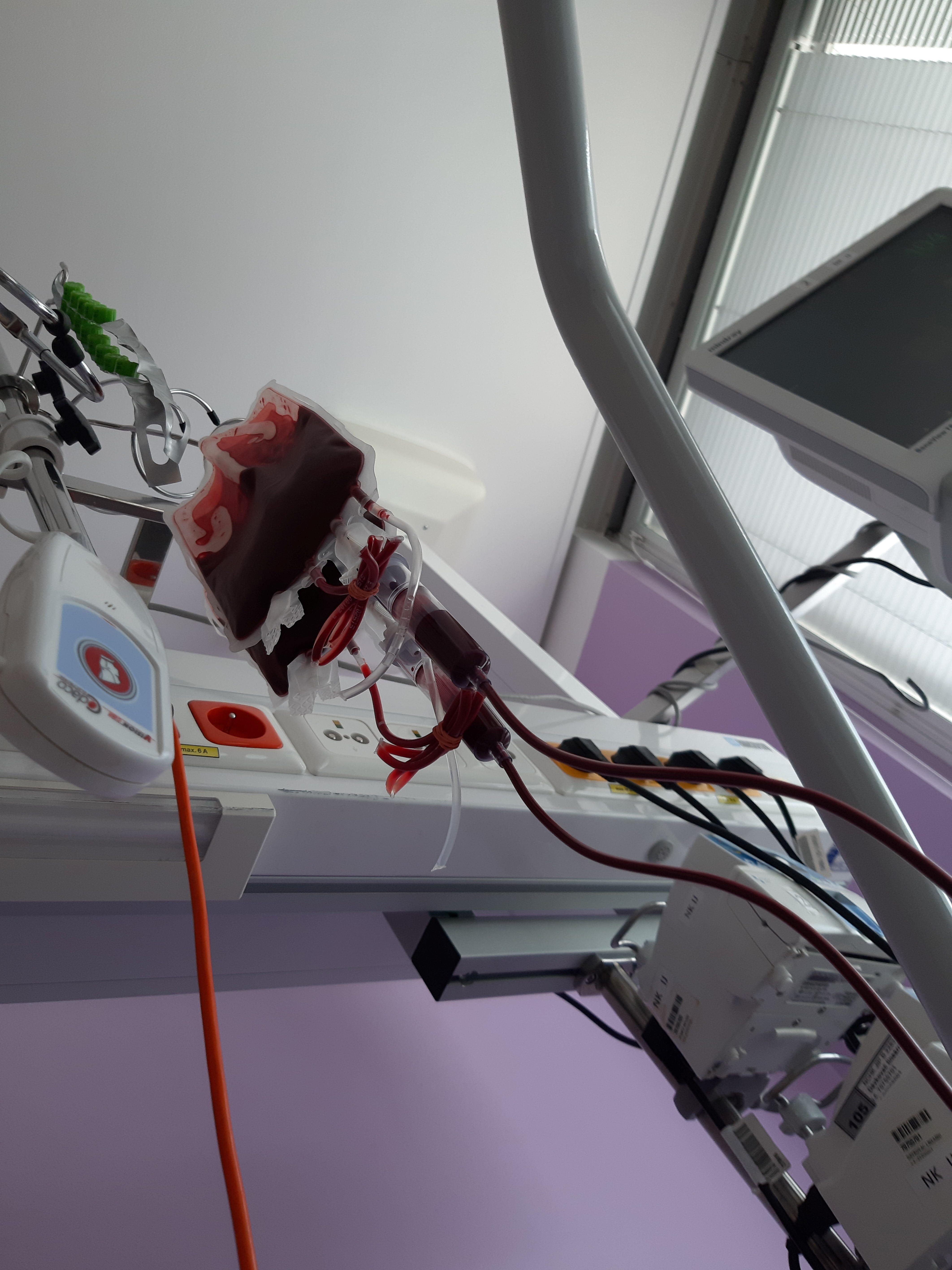
Консервована кров під час процесу переливання крові.

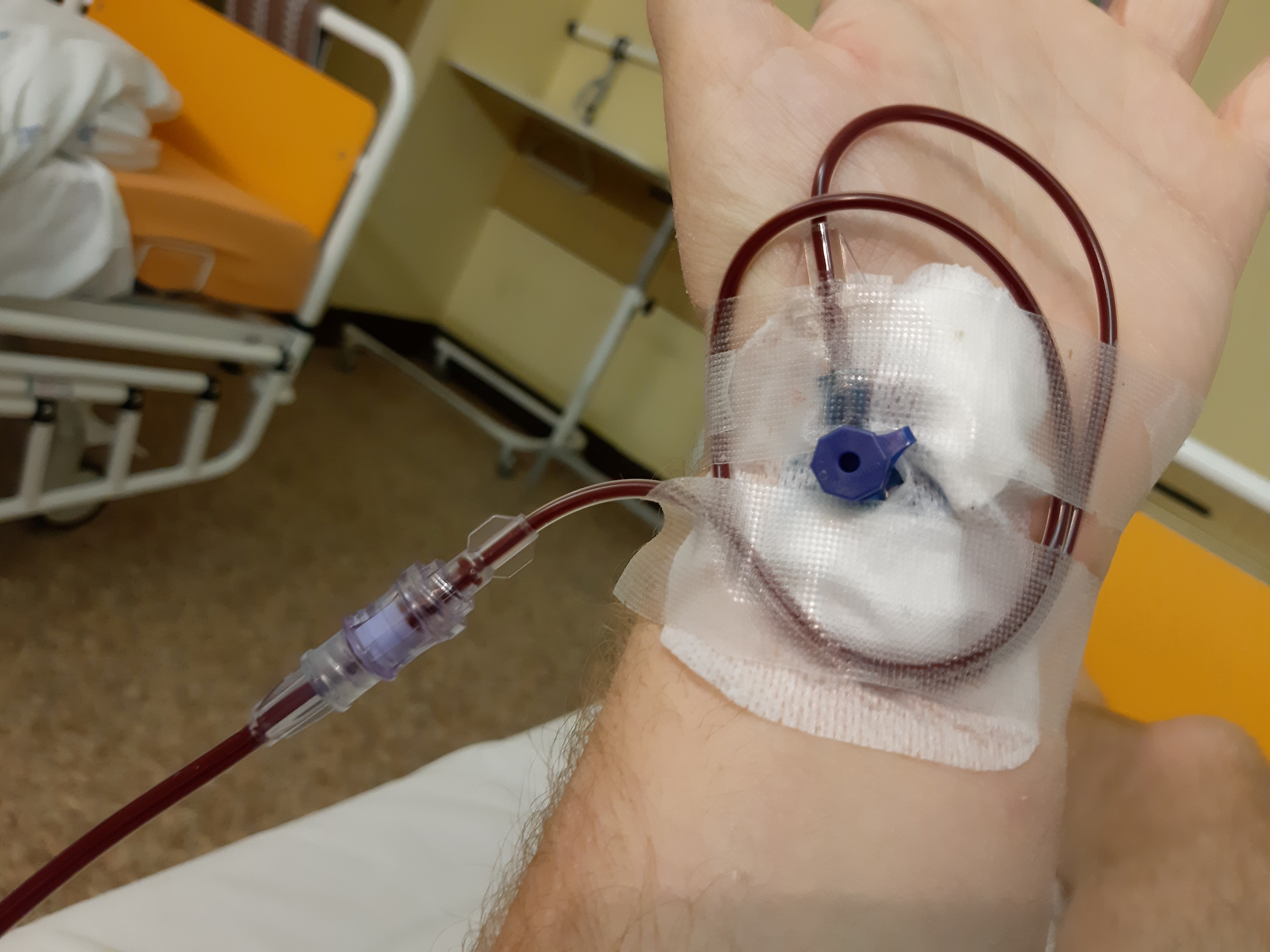
Переливання крові пацієнту через канюлю (периферичний венозний катетер).

Схема апаратної реінфузій крові. Зібрана кров під час хірургічної операції змішується з антикоагулянтом, відмивається та повертається назад до судинного русла пацієнта за допомогою спеціального апарату

Розрізняють наступні методи гемотрансфузії:
- прямий
- непрямий
- зворотній
- обмінний
- екстракорпоральний (наприклад плазмафарез)

Пряме переливання крові — здійснюють безпосередньо від донора до реципієнта без стадій стабілізації та консервації. Таким методом можна переливати тільки цільну кров і застосовувати його можна лише за відсутності компонентів крові. Шлях введення — тільки внутрішньовенний. Технологія застосування цього методу не передбачає використання фільтрів під час переливання, що суттєво збільшує ризик попадання в кров'яне русло реципієнта мікротромбів, котрі неминуче утворюються в системі для переливання і можуть бути причиною виникнення тромбоемболії дрібних розгалужень легеневої артерії. Ця обставина обмежує показання до прямого переливання крові. Його слід трактувати як вимушений лікувальний захід в екстремальній ситуації у разі розвитку раптової масивної крововтрати і відсутності в арсеналі лікаря запасів еритроцитів, свіжозамороженої плазми, кріопреципітату. Замість прямого переливання крові при екстремальних станах можна вдатись до переливання свіжозаготовленої, так званої «теплої» консервованої крові.
Історично, для прямого переливання крові використовували спеціальні апарати, які поєднували судини донора та реципієнта, та перекачували кров (апарати Бландела, Авелінга та ін.)
Розрізняють переривчастий метод прямого переливання, який здійснюється за допомогою шприца, і безперервний метод — підключення спеціальних апаратів між донором і реципієнтом. Найпростіше робити пряме переливання крові шприцом ємністю 20 мл. Кров беруть із вени донора і відразу вводять у вену хворого. Небезпека методу полягає у можливості утворення тромбів у голці та шприці та подальшій тромбоемболії правих відділів серця та гілок легеневої артерії реципієнта.
Пряме переливання крові можна провести за допомогою трійника та двох трубочок з полівінілхлориду або гуми, приєднаних до шприца. Вільні кінці трубочок приєднуються до голок, введених у вени донора та реципієнта. Трубочки по черзі пережимають. За допомогою шприца беруть кров у донора через трубочку та подають реципієнту через іншу. Слід враховувати, що під час перетискання трубочки може утворитися тромб. Метод дозволяє переливати трохи більше 250 мл крові.
В радянський період, цей вид переливання крові застосовують тільки за особливими показаннями, пов'язаними з розладом системи регуляції агрегатного стану крові, при кровотечах, що не піддаються жодній терапії. Вважалось, що переваги прямого переливання крові полягають у тому, що хворому переливають свіжу кров без стабілізатора, що повністю зберегла всі біологічні субстрати. Тому пряме переливання призначали при кровоточивості після операцій на серці в умовах штучного кровообігу, при тромбоцитопенічній пурпурі, гемофілії, вторинному фібринолізі. Деякі дослідники рекомендували пряме переливання крові при тяжкому травматичному шоці, опіковій хворобі, тяжкій крововтраті, при променевій хворобі.
Сьогодні, у випадку необхідності зробити процедуру прямого переливання крові, використовується метод шприців (кров набирається звичайним ін'єкційним шприцом у донора і вводится реципієнту). На сьогодні, пряме перливання крові розглядається як можливий метод при лікування геморагічного шоку у поранених військових, та іноді використовується у складних клінічних випадках.
Непряме переливання крові — здійснюють використовуючи консервовану стабілізовану кров. Найбільш розповсюдженим методом переливання цільної крові, її компонентів — еритроцитів, тромбоцитів, лейкоцитів, свіжозамороженої плазми — є внутрішньовенне введення за допомогою системи одноразового використання з фільтром, до якої безпосередньо приєднують полімерний контейнер (флакон, також відомий як гемакон (скор. від гемоконтейнер) з трансфузійним середовищем.
Аутотрансфузія — варіант зворотнього методу гемотрансфузії, який проводиться кров'ю даного пацієнта заготовленою на консервуючому розчині, зібраною перед операцією заздалегіть. Перевага методу аутогемотрансфузії перед переливанням донорської крові така:
- виключається небезпека ускладнення, пов'язаного з груповою несумісністю
- виключається небезпека передачі інфекційних і вірусних захворювань (гепатит, СНІД тощо)
- виключається ризиком алоімунізації
- виключається небезпека розвитку синдрому масивних трансфузій.

Застосування методу аутогемотрансфузії показане:
- хворим з рідкісною групою крові і неможливістю підібрати донора
- під час оперативних втручань у хворих з очікуванням значних крововтрат при наявності у них порушень функції печінки і нирок, які суттєво збільшують ризик можливих посттрансфузійних ускладнень під час переливання донорських еритроцитів (крові).

Реінфузія — це переливання хворому його крові, яка вилилася в порожнини (грудну, черевну). Реінфузія крові є різновидом аутогемотрансфузії і полягає в переливанні  хворому  компонентів  крові  (еритроцитів після їх відмивання), які вилились в серозні і раневі порожнини (живота, грудей), і знаходяться в них не більше 12 год. (при  більш тривалому терміні зростає ризик інфікування і гемолізу).
Обмінне (замінне) переливання крові — часткове або повне виведення крові з судинного русла реципієнта з одночасною заміною її адекватним чи навіть більшим об'ємом донорської крові. Основна мета — вилучення разом з кров'ю різних отруйних речовин (при отруєннях, ендогенних інтоксикаціях), продуктів розпаду, гемолізу антитіл (у разі гемолітичної хвороби новонароджених, гемотрансфузійного шоку, важких токсикозів вагітних, гострої ниркової недостатності тощо). Суть цієї операції полягає в поєднанні замісного і дезінтоксикаційного ефектів. Цей вид  переливання крові з успіхом може бути заміненим виконанням інтенсивного лікувального плазмаферезу з вилученням під час одного сеансу до 2 літрів плазми і подальшою її компенсацією реологічними плазмозамінниками і свіжозамороженою плазмою.
Гемотрансфузію проводять внутрішньовенно, внутрішньоартеріально, в губчасту тканину кістки краплинно, струминно, краплинно-струминно.

## Показання
Переливання може бути показано пацієнтам з гострою кровотечею та пацієнтам із симптомами, пов’язаними з анемією (наприклад, тахікардія, слабкість, задишка при фізичному навантаженні) і гемоглобіном менше 8 г/дл.
Переливання крові проводять із замісною, гемостатичною, імунобіологічною, дезінтоксикаційною, трофічною, терморегулювальною, гуморальною, дихальною (газотранспортна) метою.
При крововтратах гемотрансфузія застосовується з крововідновлювальною та кровозупинною метою. Переливання застосовується при різних отруєннях та для підвищення реактивності організму.

## Протипоказання
Гострі (крововилив, тромбоз) та динамічні порушення мозкового кровообігу, туберкульозний менінгіт, гострий нефрит , тромбофлебіти, свіжі інфаркти: міокарда, легенів, нирок, аневризми аорти та шлуночка серця тощо.

## Сумісність груп крові

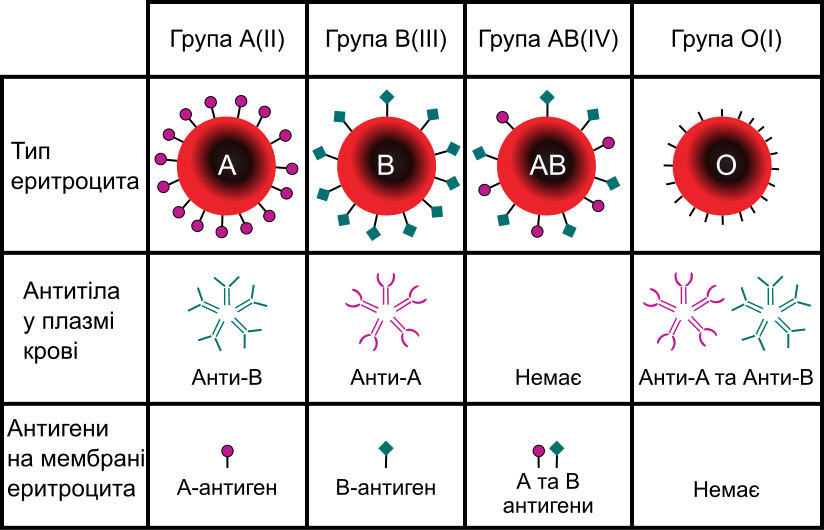
Групи крові по системі АВО

Сумісність еритроцитів різних груп крові

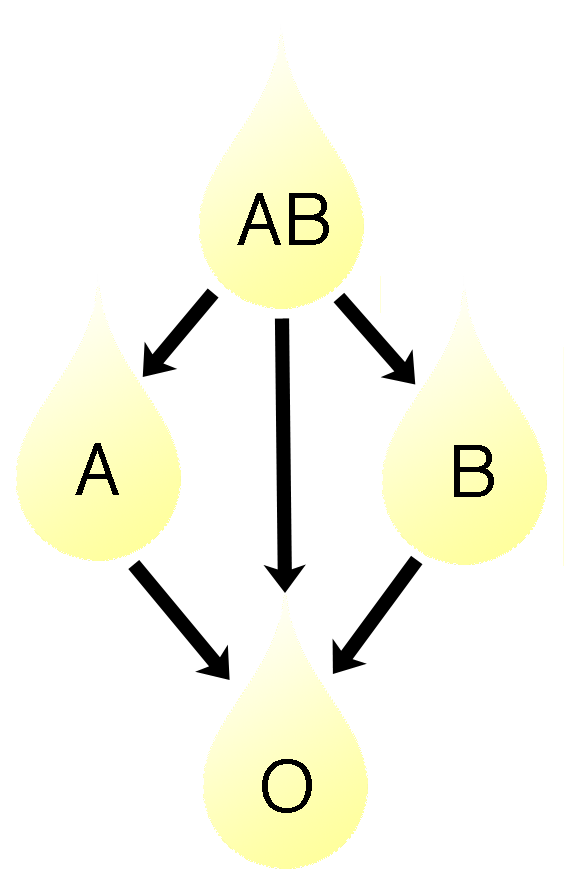
Сумісність плазми різних груп крові

У минулому, переливання крові іноді призводило до смерті хворого, поки не стало відомо, що кров однієї людини не завжди сумісна з кров'ю іншої. Вперше вдале переливання крові було зроблено 1819 року. До 1873 р. було зроблено всього 247 переливань, з них 176 закінчились смертю. Так тривало до 1900 р., коли австрійський науковець Карл Ландштейнер відкрив групи крові.
У випадку несумісної крові у реципієнта відбудеться склеювання еритроцитів донора (аглютинація) та їхнє руйнування (гемоліз), внаслідок чого може настати смерть.
Найбільший вплив при гемотрансфузії мають система AB0 та система резус-фактор. Першу визначають наявністю в еритроцитах та плазмі людини білків, які здатні склеюватися — алгютиногени (А і В), та аглютиніни (α та β (грецький алфавіт)).
Групи крові є спадковими і майже не змінюються впродовж життя.

### Аглютинація
Склеювання еритроцитів відбудеться в тому випадку, якщо аглютиноген А зустрічається з аглютиніном α (альфа), а аглютиноген В — з аглютиніном β (бета). Тому в крові людини ніколи одночасно не зустрічаються аглютиноген А з аглютиніном α (альфа) та аглютиноген В з аглютиніном β (бета). Якщо людині з групою крові AB переливають кров групи 0, то, оскільки кількість крові донора незначна у порівнянні з об'ємом крові реципієнта, плазма крові донора розбавляється плазмою крові реципієнта. Тому аглютиніни у плазмі крові донора не можуть склеювати еритроцити реципієнта. Навпаки, якщо реципієнтом є людина з групою крові 0, а донором з AB, то концентрація аглютинінів в плазмі крові реципієнта достатня для склеювання еритроцитів донора, оскільки аглютиногени в еритроцитах не можуть розбавлятися плазмою крові.
Консервовану кров та її компоненти можна переливати тільки в тому разі, якщо група та резус-належність співпадають у донора та реципієнта. У виключних випадках при відсутності одногрупної за системою AB0 крові та її компонентів і при наявності невідкладних показань до переливання, можливе переливання крові групи 0(I) резус-негативної («універсальний  донор»)  реципієнту з будь-якою групою крові в об'ємі до 500 мл (за  винятком  дітей). Кров резус-негативних донорів групи A(II) чи B(III) можна переливати реципієнтам не тільки при умові однакової групи, але (в термінових випадках) й реципієнту з AB(IV) групою, незалежно від його резус-належності. Відповідно, при відсутності можливості переливання одногрупної крові, може бути перелитий концентрат еритроцитів (кров) 0(I) резус-позитивної групи — резус-позитивному реципієнту будь-якої групи за системою AB0.  Резус-позитивна кров групи A(II) або B(III) може бути перелита резус-позитивному реципієнту з групою AB(IV). У всіх випадках до початку переливання еритроцитів (крові) обов'язковим є проведення лабораторної проби на індивідуальну сумісність, клінічної та біологічної проби.
З початком збройної агресії РФ проти України в 2022 році, вносяться зміни до рядку клінічних протоколів, щодо можливого використання попередньо заготовленої консервованої донорської кров групи О(І) з низьким титром антитіл для переливання пацієнтам незалежно від групи крові при надання невідкладної допомоги.
У таблиці показано, які групи крові вважаються сумісними.
| Реципієнт | Донор      | Донор      | Донор      | Донор      | Донор      | Донор      | Донор      | Донор      |
|           | 0-         | 0+         | A-         | A+         | B-         | B+         | AB-        | AB+        |
| --------- | ---------- | ---------- | ---------- | ---------- | ---------- | ---------- | ---------- | ---------- |
| 0-        | Green tick |            |            |            |            |            |            |            |
| 0+        |            | Green tick |            |            |            |            |            |            |
| A-        |            |            | Green tick |            |            |            |            |            |
| A+        |            |            |            | Green tick |            |            |            |            |
| B-        |            |            |            |            | Green tick |            |            |            |
| B+        |            |            |            |            |            | Green tick |            |            |
| AB-       |            |            |            |            |            |            | Green tick |            |
| AB+       |            |            |            |            |            |            |            | Green tick |

У таблиці нижче, показано, які групи крові системи АВО та резус-фактор умовно вважаються сумісними.
| Реципієнт | Донор      | Донор      | Донор      | Донор      | Донор      | Донор      | Донор      | Донор      |
|           | 0-         | 0+         | A-         | A+         | B-         | B+         | AB-        | AB+        |
| --------- | ---------- | ---------- | ---------- | ---------- | ---------- | ---------- | ---------- | ---------- |
| 0-        | Green tick |            |            |            |            |            |            |            |
| 0+        | red tick   | Green tick |            |            |            |            |            |            |
| A-        | red tick   |            | Green tick |            |            |            |            |            |
| A+        | red tick   | red tick   | red tick   | Green tick |            |            |            |            |
| B-        | red tick   |            |            |            | Green tick |            |            |            |
| B+        | red tick   | red tick   |            |            | red tick   | Green tick |            |            |
| AB-       | red tick   |            | red tick   |            | red tick   |            | Green tick |            |
| AB+       | red tick   | red tick   | red tick   | red tick   | red tick   | red tick   | red tick   | Green tick |

Є ще один антиген у 85 % людей, котрий впливає на сумісність при гемотрансфузії — так званий резус-фактор (Rh), ці люди резус-позитивні, а ті, в кого у крові не має резус-фактора, є резус-негативними. Якщо кров резус-позитивного донора перелити резус-негативному реципієнту, у нього можуть утворитися антитіла, та при наступному переливанні крові від резус-позитивного донора виникне реакція руйнування еритроцитів резус-антитілами — резус-конфлікт. Резус-негативному хворому потрібно переливати тільки таку ж резус-негативну кров. Також, резус-конфлікт може зустрічатись при вагітності — коли плід має Rh-фактор відмінний від такого у мами.
Для запобігання ускладненням перед переливанням крові
- визначають групу крові реципієнта та донора,
- резус-приналежність реципієнта,
- роблять пробу на індивідуальну сумісність,
- пробу на резус-сумісність,
- біологічну пробу

### Визначення груп крові

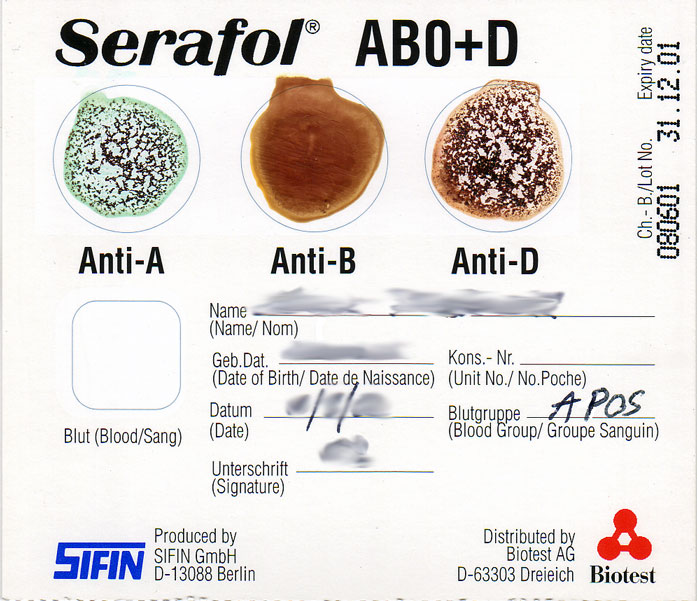
Карта для експрес визначення групи крові

Перед переливанням лікар визначає групи крові донора та реципієнта за системою AB0 з допомогою моноклональних антитіл A та B. Якщо групи крові не збігаються, переливати можна тільки специфічно оброблену (наприклад, делейкотизовану) кров (яка за собівартістю приготування перевищує собівартість стандартно консервованої донорської крові).

### Лабораторні проби на сумісність крові реципієнта і донора

#### Проби на індивідуальну сумісність групи крові (еритроцитів) за системою AB0
Усі проби виконують з сироваткою крові хворого, яку одержують шляхом центрифугування чи відстою. Сироватка придатна для проби у разі зберігання у холодильнику протягом 2 діб. На білу пластинку наносять 2-3 краплі сироватки крові хворого, до якої додають в 5 разів меншу краплю концентрату еритроцитів (крові) донора. Кров перемішують з сироваткою хворого, потім  пластинку періодично погойдують протягом 5 хв. і одночасно спостерігають за результатом реакції.  Відсутність аглютинації еритроцитів донора свідчить про сумісність групи крові донора і реципієнта за системою AB0. Наявність аглютинації вказує на їх несумісність і на неможливість переливання еритроцитарного концентрату (крові).

#### Проба на сумісність крові (еритроцитів) за резус-фактором Rh0(D)

##### Використання розчину декстрану
Під час проведення проби на сумісність крові (еритроцитів за резус-фактором Rh0(D) використовують 33,0 % розчин декстрану. Пробу проводять в пробірці без підігріву протягом 5 хв. На дно пробірки, на яку попередньо нанесені відповідні позначки, вносять 2 краплі сироватки хворого, краплю донорських еритроцитів (крові) і 1 краплю 33,0 % розчину декстрану, спеціально приготованого для лабораторних цілей. Вміст пробірки змішують шляхом струшування, потім пробірку нахиляють майже до горизонтального рівня і повільно повертають таким чином, щоб вміст розтікався по стінках пробірки. Процедуру продовжують 5 хв. Після цього в пробірку доливають 3-4 мл ізотонічного розчину натрію хлориду, перемішують вміст шляхом 2-3 разового перевертання пробірки (не збовтувати!) і оглядають на світло неозброєним оком. Оцінка результатів: наявність аглютинації еритроцитів на фоні просвітленої або повністю прозорої рідини вказує на те, що еритроцити (кров) донора не сумісні з кров'ю хворого і не можуть бути йому перелиті. Якщо вміст пробірки залишається рівномірно забарвленим, без ознак  аглютинації, еритроцити (кров) донора сумісна з кров'ю хворого відносно резус-фактора Rh0(D).

##### Використання розчину желатину
Проба на сумісність з використанням 10,0 % розчину желатину. Пробу проводять в пробірках при температурі від 46 до 48 град. C протягом 10 хв. На дно відповідно позначеної пробірки вносять 1 краплю еритроцитів донора, попередньо відмитих 10-кратним об'ємом ізотонічного розчину натрію хлориду, потім додають 2 краплі підігрітого (до розрідження) 10,0 % розчину желатину і 2-3 краплі сироватки хворого.
Примітка. Розчин желатину перед вживанням необхідно ретельно оглянути. Якщо розчин каламутний або з'явились пластівці — желатин до використання непридатний. Вміст пробірки перемішують шляхом струшування і ставлять на водяну баню при температурі від 46 до 48 град. C  на 10 (+/- 1) хв. Потім пробірку виймають з водяної бані, додають до неї 5,0-8,0 мл ізотонічного розчину натрію хлориду, перемішують вміст шляхом 1-2 разового перевертання пробірки і оглядають на світло неозброєним оком або через лупу. Оцінка результатів: наявність аглютинації у вигляді зависі маленьких, рідше великих, клубочків на фоні освітленої або повністю прозорої рідини означає, що еритроцити (кров) донора несумісні з кров'ю хворого і їх не можна переливати хворому. Якщо вміст пробірки залишається рівномірно забарвленим, злегка опалесцентним і в ньому не спостерігається аглютинації, еритроцити (кров) донора сумісні з кров'ю хворого за резус-фактором Rh0(D).

### Клініко-біологічна проба на сумісність
Перед переливанням пластикатний контейнер (флакон) з еритроцитним  концентратом (кров'ю, плазмою) витримують після виймання з холодильника при кімнатній температурі протягом 30-40 хв., а в екстрених випадках підігрівають до температури 37,0 (+/- 0,5) °С на водяній бані (під контролем термометра).
Біологічну пробу проводять незалежно від швидкості і способу введення (струминно або крапельно). Струминно переливають 10-15 мл еритроцитів (плазми, крові), потім протягом 3 хв. спостерігають за станом хворого. При відсутності клінічних проявів реакції чи ускладнень (прискорення пульсу, дихання, поява задухи, затруднене дихання, гіперемія обличчя) знову вводять 10-15 мл еритроцитів (плазми, крові) і ще 3 хв. спостерігають за хворим. Таку процедуру проводять тричі. Відсутність реакцій у хворого після 3-разової перевірки є підставою для продовження трансфузії. У випадку розвитку клінічних ознак реакції чи ускладнення хворий стає неспокійним: з'являються відчуття холоду або жару, стиснення в грудях, біль в попереку, животі, головний біль. У цьому випадку можуть спостерігатися: зниження артеріального тиску, прискорення частоти пульсу, дихання, поява блідості, а потім ціаноз обличчя. При появі будь-якої із згаданих ознак переливання еритроцитів (крові) треба припинити. У разі переливання еритроцитарного концентрату (крові) під наркозом про виникнення реакції або ускладнення може свідчити немотивоване прискорення пульсу та зниження артеріального тиску. В такому випадку подальше переливання необхідно негайно припинити. Хірург повинен вирішити питання щодо причин гемодинамічних порушень. Якщо їх спричиняє трансфузія, то цей контейнер (флакон) з гемокомпонентами (кров'ю) необхідно відключити.
Забороняється переливати компоненти крові (кров) з одного пластикатного контейнера (флакона) декільком хворим, особливо дітям. Після переливання ємкість із залишками трансфузійного середника зберігають протягом 2 діб у холодильнику для ретроспективних досліджень. Реципієнт після трансфузії протягом  2  год. дотримується ліжкового режиму і знаходиться під наглядом  лікуючого або чергового лікаря. У нього вимірюють температуру тіла та артеріальний тиск, через 1, 2 та 3 год. відповідно, фіксуючи ці дані в медичній карті стаціонарного хворого. Наступного дня після переливання обов'язково проводять клінічний аналіз сечі і крові та фіксують ці показники в медичній карті стаціонарного хворого. Після виконання гемотрансфузії амбулаторно хворий  повинен знаходитись під наглядом лікаря не менше 2 год. Тільки при відсутності у пацієнта проявів реакції, у разі задовільного стану гемодинаміки (частота пульсу, артеріальний тиск) і нормального сечовиділення його можна відпустити з лікувальної установи.
Лікар, який переливає гемокомпоненти, зобов'язаний зробити про це запис в медичній карті стаціонарного хворого та оформити протокол.

Протокол переливання крові форма №003-5/о сторінка 1
Протокол переливання крові форма №003-5/о сторінка 2

## Ускладнення
Усі ускладнення можна розділити на 3 основні групи:
- 1) ускладнення механічного характеру;
- 2) ускладнення реактивного характеру;
- 3) ускладнення, зумовлені переливанням інфікованої донорської крові.

До ускладнень механічного характеру належать гостре розширення серця, повітряна емболія, тромбоемболія, тромбування голки, проколювання вени, позасудинне чи внутрішньостінкове введення.
До ускладнень реактивного характеру належать гарячка, алергічні реакції, синдром масивних переливань, гемотрансфузійний та цитратний шоки, калієва інтоксикація, тромбоз.
Посттрансфузійна гарячка(гемотрансфузійні пірогенні реакції) зумовлена надходженням у кров пірогенних речовин — продуктів розпаду білків і мікроорганізмів.
Найчастіше гарячка виникає як наслідок взаємодії антитіл реципієнта з перелитими лейкоцитами, тромбоцитами чи імуноглобуліном.
Гарячка звичайно виникає через 1,5-2 год після переливання крові. У хворого з'являються відчуття жару, озноб, іноді головний біль, блювання. Температура тіла підвищується до 38-39 °С. Розрізняють три ступені гарячки, й відповідно тяжкості гарячкової реакції:
- У разі легкої гарячкової реакції хворий відчуває загальну слабість, озноб, підвищується температура тіла (у межах 1 °С).
- Гарячкова реакція середньої тяжкості проявляється ознобом, слабістю, головним болем, несильним болем у животі і попереку, підвищенням температури тіла на 1,5-2 °С.
- У разі тяжкої гарячкової реакції спостерігаються сильний озноб, головний біль, нудота, блювання, утруднене дихання, біль у попереку, ціаноз губ, значне підвищення температури тіла (більше ніж на 2 °С).

Легка гарячкова реакція і реакція середньої тяжкості через кілька годин минають. Тяжка гарячкова реакція триваліша.
Лікування. Легка і середньотяжка гарячкові реакції не потребують лікування. Хворого треба зігріти (вкрити ковдрою, покласти грілку до ніг, напоїти гарячим чаєм).
У разі тяжкої гарячкової реакції необхідно зігріти хворого і ввести йому знеболювальні засоби (морфіну гідрохлорид, норфін, трамал, промедол); засоби, що нормалізують серцеву діяльність (сульфокамфокаїн, кофеїн, кордіамін), антигістамінні препарати (димедрол, діазолін, супрастин), кортикостероїди (гідрокортизон, преднізолон), антипіретичні засоби (ацетилсаліцилова кислота, аскофен, парацетамол). Внутрішньовенно краплинно вводять 10 мл 10 % розчину кальцію хлориду, 500 мл 5 % розчину глюкози з аскорбіновою кислотою.

### Алергічні реакції
Алергічні реакції зумовлені сенсибілізацією організму до білків плазми донорської крові. Вони виникають у разі повторної трансфузії крові і плазми, уведення білкових речовин і білкових препаратів, а також при деяких захворюваннях (хронічні запальні процеси, злоякісні пухлини, хвороби крові).
Алергічна реакція може спостерігатися вже під час переливання крові або через 15-20 хвилин після його закінчення. До гарячкової реакції приєднуються кропив'янка, алергічний набряк, задишка тощо.
Алергічні реакції частіше мають легкий перебіг (за винятком анафілактичного шоку). Через 30-40 хвилин вони минають. Кропив'янка, біль у суглобах, свербіж можуть тривати 1-2 доби.
Лікування. Якщо алергічна реакція з'являється ще під час переливання крові, його треба негайно припинити. Хворому внутрішньовенно вводять 10 мл 10 % розчину кальцію хлориду і 5-10 мл 5 % розчину аскорбінової кислоти, діазолін, димедрол або супрастин, кортикостероїди, за показаннями — кофеїн, сульфокамфокаїн.

### Синдром масивних переливань
Переливання великої кількості крові супроводжується синдромом масивних переливань (синдром гомологічної крові). Цей синдром розвивається внаслідок уведення в організм реципієнта консервованої донорської крові, що містить натрію і калію цитрат. Він може бути зумовлений змінами біохімічних констант і формених елементів, що відбуваються в процесі зберігання крові, імунологічною несумісністю крові донора і реципієнта за еритроцитарними, лейкоцитарними і тромбоцитарними антигенами й антитілами плазмових білків, які практично не враховуються під час підбору донорської крові.
При синдромі масивних переливань спостерігаються спазм судин, підвищення в'язкості крові реципієнта, склеювання еритроцитів, закупорка капілярів, порушення кровообігу, дрібні крововиливи в печінці і нирках, застій крові в легенях. Кров не згортається, виникає кровоточивість.
Профілактика. Аби запобігти цьому ускладненню, слід переливати тільки свіжу консервовану кров, а під час переливання треба внутрішньовенне вводити низькомолекулярні плазмозамінні розчини (реополіглюкін, реомакродекс, неокомпенсан та ін.).

### Гемотрансфузійний шок
Небезпечним ускладненням переливання крові є гемотрансфузійний шок. Він зумовлений переливанням несумісної за системою AB0 і резус-фактором крові, чи переливанням інфікованої або зміненої крові (крові, яка була випадково заморожена і відтанула, чи крові, що нагрілася до температури понад 40 °С).
Це ускладнення спричинюють руйнування еритроцитів донора, їхній гемоліз і звільнення токсичних продуктів розпаду (гістаміну, брадикінінів, катехоламінів та ін.). Іноді можливий і гемоліз еритроцитів реципієнта під впливом аглютинінів крові донора. Це буває в разі трансфузії крові 0(I) реципієнтам з іншими групами крові. Усе це зрештою призводить до розвитку шоку, тяжкої інтоксикації, ДВЗ-синдром, гострої ниркової недостатності.
У перебігу гемотрансфузійного шоку виділяють три періоди: І — період шоку; II — період ниркової недостатності; III — одужання.
- Період шоку. Може розвиватися ще під час переливання крові, після введення в кровоносне русло 20-40 мл крові. Хворий стає неспокійним, скаржиться на відчуття жару, стиснення за грудниною, головний біль і біль у поперековій ділянці, нудоту, блювання. Біль зумовлюється спазмом мозкових, мезентеріальних і ниркових судин. Пульс стає частим, AT знижується. Біль такий сильний, що хворі починають кричати. Обличчя хворого спочатку червоніє, а пізніше блідне, з'являється озноб, підвищується температура тіла. Згодом спостерігаються мимовільні сечовипускання та дефекація. Розпочинаються гемоглобінурія та гемоглобінемія. Швидко розвивається жовтяниця.
- Період ниркової недостатності характеризується ознаками ураження нирок. Зменшується або взагалі припиняється виділення сечі. Розвивається уремія, яка характеризується головним болем, нудотою, блюванням, втратою апетиту, проносом, адинамією, сонливістю, ознобом, підвищенням AT. Наростають блідість і жовтяниця шкіри, пастозність і набряки. Температура тіла підвищується до 38 °С і більше. Розвивається анемія, у крові підвищується рівень сечовини, креатиніну, білірубіну, калію. У сечі виявляють білок, лейкоцити, еритроцити, циліндри.
- Смерть або одужання. У разі тяжкого перебігу гемотрансфузійного шоку хворі помирають на 3-тю — 18-ту добу після гемотрансфузії. За сприятливого його перебігу з 2-3-го тижня стан хворих починає поліпшуватися і настає період одужання. Першою ознакою періоду одужання є відновлення діурезу. Він поступово збільшується і до 8-12-ї доби може досягнути 3-4 л на добу. Поступово поліпшується загальний стан хворого. Щоправда, після відновлення функції нирок ще тривалий час можуть спостерігатися загальна слабість, підвищена втомлюваність, залишається зниженою концентраційна здатність нирок.

Клінічні прояви гемотрансфузійного шоку при резус-несумісності мають багато спільного із шоком, що розвивається за АВ0-конфлікту, але він буває частіше після переливання крові і має не такий гострий період.
Лікування гемотрансфузійного шоку при АВ0- і резус-конфлікті однакове. Воно залежить від періоду шоку.
У разі появи перших ознак гемотрансфузійного шоку переливання крові припиняють, систему для переливання крові від'єднують і підключають систему із сольовим розчином (голку з вени не видаляють!).
Лікування гемотрансфузійного шоку. Уводять 90-120 мг преднізолону, 10 мл 2,4 % розчину еуфіліну, 100 мг фурасеміду.
Слід також увести антигістамінні препарати і наркотичні анальгетики. Розпочинають інфузійну терапію. Уводять реополіглюкін, поліглюкін, желатиноль.
Для одержання лужної реакції сечі вводять 4 % розчин натрію гідрокарбонату. Для виведення вільного гемоглобіну переливають полііонні розчини.
Високоефективним є масивний плазмаферез. Для запобігання внутрішньосудинній коагуляції доцільно ввести 5000 ОД гепарину, антиферментні препарати (контрикал).
Після виведення хворого із шоку і за наявності гострої ниркової недостатності проводять гемодіаліз за допомогою апарата «штучна нирка». У період одужання призначають симптоматичну терапію.

### Цитратний шок
Цитратний шок розвивається в разі швидкої трансфузії великої кількості крові, стабілізованої натрію цитратом. Це частіше буває в пацієнтів з патологією печінки чи нирок. Підвищення рівня натрію цитрату в сироватці крові супроводжується зменшенням вмісту іонізованого кальцію, з яким натрію цитрат утворює комплекс, що зумовлює низку реакцій, а саме: спазм судин легень, серця, ослаблення скоротливої функції міокарда, порушення електролітного обміну (переважно іонів кальцію і калію). Все це призводить до порушення гемодинаміки і функції нервової системи. Токсичною вважається доза натрію цитрату 10 мг/кг за 1 хв, що відповідає введенню 2-3 мл консервованої крові на 1 кг маси тіла реципієнта за 1 хвилину.
Клінічно цитратний шок проявляється прискоренням пульсу, аритмією, зниженням AT, утрудненим диханням, судомами. Ці ознаки з'являються під час переливання крові або наприкінці його. Цитратний шок може спричинити смерть хворого (від зупинки серця).
З метою профілактики цитратного шоку рекомендується на кожні 500 мл крові вводити 10 мл 10 % розчину кальцію хлориду або кальцію глюконату.
Лікування. У разі розвитку цитратного шоку треба негайно припинити переливання крові, внутрішньовенне ввести 10 мл 10 % розчину кальцію хлориду або кальцію глюконату, підшкірно — кофеїн.

### Третя група ускладнень
Третя група ускладнень зумовлена переливанням інфікованої крові. Під час трансфузії можна заразитися ВІЛ/СНІД, гемоконтактними вірусними гепатитами (В, С, D), малярією, сифілісом, токсоплазмозом, герпесвірусними інфекціями, трипаносомозами тощо.
Під час зберігання крові з еритроцитів у плазму просочується калій, що в разі швидкого введення великої кількості крові може призвести до калієвої інтоксикації. Це шкідливо впливає на міокард. Таке ускладнення часто буває у хворих з патологією нирок, а також при травматичному токсикозі.

## Повернення до практики використання цільної крові та зміни в підходах до гемотрансфузії з 2022 року

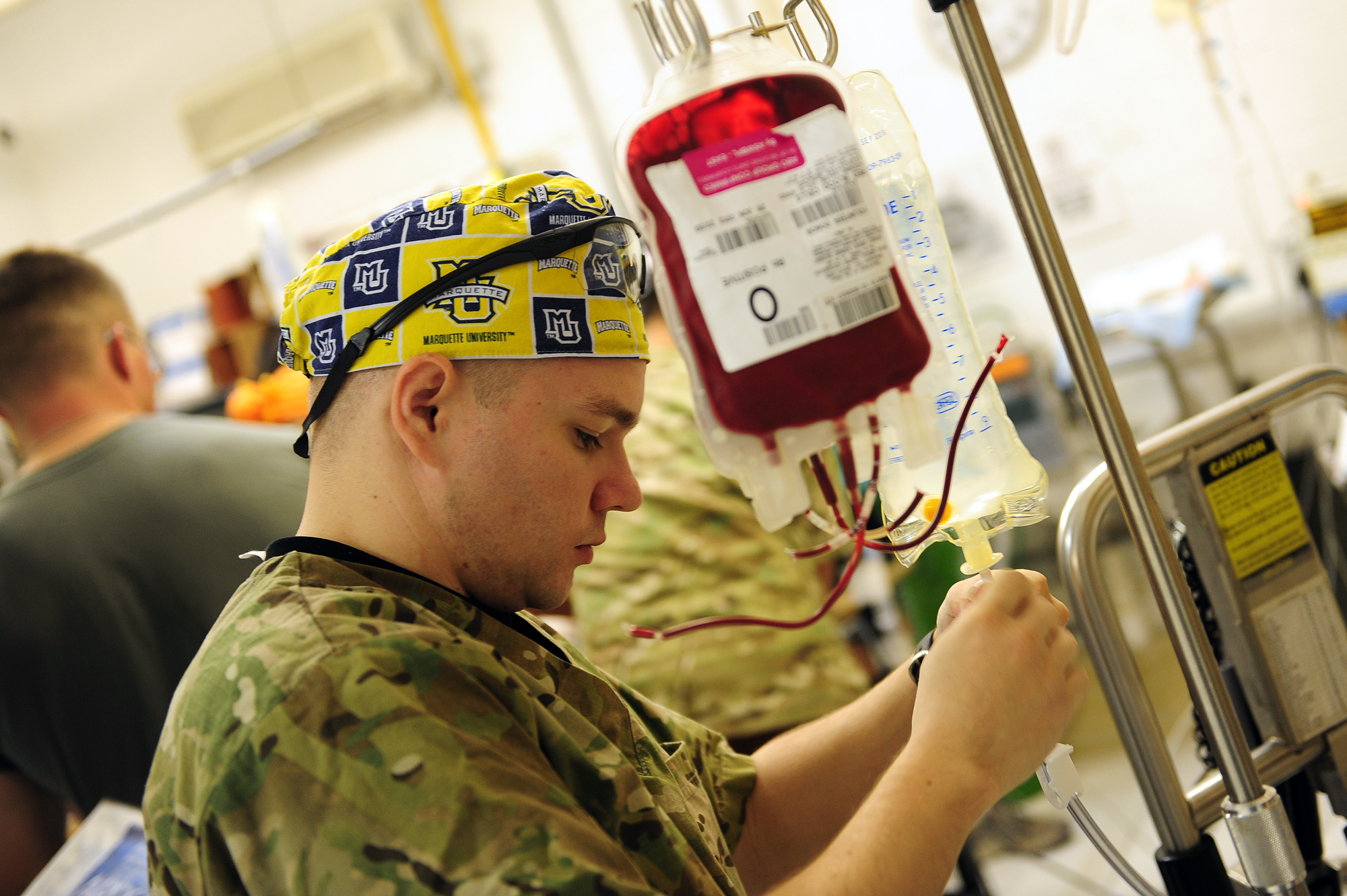
Підготовка до переливання донорської крові О- групи у військових умовах

Положення наказу МОЗ України № 164 від 05.07.1999 р. вказували на небхідності використання в клінічній практиці саме компонентів крові, а не цільної крові, начебто через те що «основний клітинний компонент крові — еритроцитна маса (ЕМ) за фізіологічними, функціональними та лікувальними властивостями має перевагу над цільною консервованою кров'ю. Менший об'єм еритроцитної маси вміщує таку ж кількість еритроцитів, але значно менше цитрату, продуктів розпаду клітин, білкових антигенів та антитіл. Трансфузії ЕМ мають посісти провідне місце у гемотерапії, спрямованій  на поповнення дефіциту червоних клітин у разі гострої та хронічної анемій різної етіології. Переливання цільної консервованої крові в історичному аспекті відіграло важливу роль у медицині до часу, поки ще не була введена компонентна терапія і плазмозамінники.» Використання цільної крові дозволялося лише «виключно в екстремальних умовах, коли відсутні необхідні компоненти».
Після початку АТО/ООС в 2014 році, на тлі підвищеної кількості бойової травми, та загальної зацікавленісті медичної спільноти світовими рекомендаціями, починаються дискусії з приводу перегляду положень щодо використання цільної крові у всіх галузях медицини. Однак далі дискусій, проблема використання цільної крові, не зрушила
З лютого 2022 року, після повномасштабного вторгнення військ РФ, проблема гемотрансфузії на всіх етапах надання медичної допомоги загострюється. Реформування системи військової медицини, яка починає спиратися на рекомендації протоколів ТССС на етапі догоспітального надання медичної допомоги, стикається з проблемою впровадження переливання цільної крові та використання гемотрансфузії на догоспітальному етапі, яку б проводили бойові медики без медичної освіти. Рекомендації комітету TCCC, які грунутються на науково опрацьованому досвіді війн армії США, чітко рекомендують використання цільної крові, крові О(I) як «універсальної крові» та можливість гемотрансфузії бойовими медиками на догоспітальному етапі. Перевага використання цільної крові на той час підкріплювалася і науковими дослідженнями серед цивільний пацієнтів в США, рекомендаціями МКЧХ та АО з приводу використання мобільного банку донорів та переливання цільної крові та ін.
11 липня 2022 року МОЗ України видає наказ № 1192, яким впроваджується новий Стандарт медичної допомоги «Надання медичної допомоги постраждалим з геморагічним шоком на догоспітальному та госпітальному етапах при травмі», в нього закріплені основні положення по використанню цільної крові (ПЗКДК — попередньо заготовлена консервована донорська кров) та крові О(І) групи (ПЗКДК-НТ — попередньо заготовлена консервована донорська кров групи О(І) з низьким титром антитіл). Даний документ та інші документи з забезпечення кров'ю військових, схвально сприйнятий медичною спільнотою, та зрушив з місця проблему військової гемотрансфузії в країні.
Однак проблема гемотрансфузії бойовими медиками без медичної освіти залишався. Наказ МОЗ України № 164 від 05.07.1999 р чітко регламентував, що переливання крові та її компонентів проводять лише: лікуючий лікар, черговий  лікар, лікар відділення трансфузіології або трансфузіологічного кабінету, а під час операції — анестезіолог і хірург, які не приймають безпосередньої участі в операції або проведенні наркозу. Наказ МОЗ України № 1093 від 17.12.2013 р. в свою чергу зазначав, що відповідальний за переливання медичний персонал повинен пройти відповідну підготовку стосовно принципів та практики переливання компонентів крові. На підставі цього Командування медичних сил ЗСУ забороняло проведення процедури гемотрансфузії військовим без медичної освіти, що спричинило хвилю обурення серед спільноти бойових медиків, які справедливо апелювали до міжнародних протоколів, рекомендації та життєвої необхідності рятувати життя пораненим військовим за рахунок раннього переливання крові.
05 серпня 2023 року Кабінет міністрів України своїм рішенням дозволив переливати кров військовослужбовцям, які пройшли відповідне навчання. Для цього Міністерство охорони здоров'я розширює спеціальну навчальну програму з основ трансфузійної терапії.

## Цікавий факт
Робота над дослідженнями у сфері сумісності крові при гемотрансфузії ще не завершилась, і, зважаючи на усі фактори, що можуть спричинити ускладнення при переливанні або пошуку потрібної групи крові, науковці з Університету Британської Колумбії (Канада) розробили спосіб формування будь-якої крові на ту, що підходить пацієнту. Результати уже науково перевірені. Наступний крок — клінічні тести, які допоможуть визначити, чи має такий метод очищення якісь непередбачувані наслідки.

## Переливання крові у релігії
Вчення релігійної організації «Свідки Єгови» забороняє переливання крові.

## Правова база
- Наказ МОЗ України № 164 від 05.07.1999 р. «Про затвердження інструкцій, регламентуючих діяльність закладів служби крові України»
- Наказ МОЗ України № 211 від 09.03.2010 р. «Про затвердження Порядку контролю за дотриманням показників безпеки та якості донорської крові та її компонентів»
- Наказ МОЗ України № 1112 від 12.03.2011 р. «Про затвердження Положення для установи переливання крові (щодо організації управління системою якості і безпеки донорської крові та її компонентів)»
- Наказ МОЗ України № 1093 від 17.12.2013 р. «Про затвердження Інструкції з виготовлення, використання та забезпечення якості компонентів крові»

### Відео
- Як відбувається переливання крові на YouTube 3 липня 2020.